# Alejandría
Alejandría è un comune della Colombia facente parte del dipartimento di Antioquia.
Il centro abitato venne fondato da Alejandro Osorio e Procesa Delgado nel 1886, mentre l'istituzione del comune è del 1907.